# I teatri stabili in Italia (1898-1918)
I teatri stabili in Italia (1898-1918) è un'opera di Andrea Camilleri pubblicata nel 1959 dall'editore Cappelli.

## Contenuti
Alla fine del XIX secolo con la nuova realtà nazionale italiana si pone anche il problema di ammodernare il teatro italiano conformandolo alla più progredita condizione europea.
La realizzazione di questo progetto nelle sue strutture economiche ed organizzative trova una iniziale difficoltà nella questione se si debba procedere con la formazione di teatri stabili o compagnie di giro.
La costituzione di teatri stabili avrebbe reso duratura e controllabile la trasformazione dell'intera struttura teatrale sul territorio e avrebbe fornito un'offerta costante al pubblico ma bisognava tener conto anche della tradizione secolare italiana dei commedianti girovaghi più adeguata anche ad abitudini ormai consolidate.   
Camilleri in questa opera documenta le fasi iniziali di questa perigliosa innovazione del teatro italiano in una storia che va dal tentativo a Torino  di Domenico Lanza, dal fallimento della Stabile Romana di Eduardo Boutet e  Garavaglia, dagli esperimenti  di  Marco Praga al Teatro Manzoni di Milano fino ai primi anni del '900 che vedono in Luigi Pirandello il suo più attivo innovatore.

## Edizioni
- Andrea Camilleri, I teatri stabili in Italia (1898-1918), Bologna, Cappelli, 1959,  p. 127, ISBN.